# Friedrich von Völkner
Friedrich Iwanowitsch von Völkner, in Russland Fedor Iwanowitsch Felkner, (russisch Фёдор Иванович Фелькнер; * 10. Maijul. / 22. Mai 1802greg.; † 16. Junijul. / 28. Juni 1877greg. in Simferopol) war ein russischer Bergbauingenieur und Generalleutnant. Als Nachfolger Wladimir Glinkas wurde er Hauptchef der Uraler Berg- und Hüttenwerke.

## Leben
Völkner studierte in Sankt Petersburg am Institut des Bergbau-Kadettenkorps mit Abschluss 1820. Darauf trat er in den staatlichen Bergbau-Dienst und wurde Aufseher im Jekaterinburger Münzhof. 1822–1823 arbeitete Völkner in den Jekaterinburger Goldfeldern. Er leitete eine der Prospektionsgruppen, die von Senator Wladimir Soimonow zur Entwicklung der Goldindustrie in den Ural geschickt wurden. 1823 entdeckte er die Malo-Mostowski-Goldseifenlagerstätte bei Jekaterinburg. 1826 wurde er Assistent des Geschäftsführers des Jekaterinburger Münzhofs und Bergprobierer der Jekaterinburger Berg- und Hüttenwerke. 1828 wurde Völkner Bergmeister der Berjosowski-Goldfelder.
1830 wurde Völkner in die Kolywano-Woskressenskije-Hüttenwerke im Altai versetzt. 1830–1832 wurde er zusammen mit dem jungen Bergbauingenieur Luka Sokolowski, der auch im Altai diente, zum Studium der Silber-Verhüttung nach Schweden, Preußen, Sachsen, in den Harz und nach Ungarn geschickt. 1833 führte Völkner in Jekaterinburg Versuche zur Goldgewinnung mit einer gerade erfundenen Amalgiermühle durch. Im Barnauler Chemischen Laboratorium prüfte er Erze und metallurgische Produkte. In den Bergwerken Smeinogorsk und Tscherepanowo führte er Versuche zur Anreicherung der Erze durch. 1835 wurde Völkner Geschäftsführer des Silber-Hüttenwerks in Lokot bei Gornjak. Im selben Jahr führte er Arbeiten zur Erzanreicherung im Ridderski-Sokolny-Bergwerk in Ridder durch. Er beteiligte sich an der Beschreibung der Sammlung von Gesteinsproben und Produkten der Altaier Berg- und Hüttenwerke, die an das Museum des Instituts des Bergbau-Kadettenkorps geschickt wurde. Er verbesserte das Verfahren zur Trennung von Silber und Blei in den Altaier Werken.
1837 wurde Völkner Bergbauchef der Permer Berg- und Hüttenwerke. Er verbesserte die Kupfer-Verhüttung und die Erzsortierung. 1842 wurde er Bergbauchef der Goroblagodatskije-Werke im Gouvernement Perm, wo er die Kuschaiskoje-Buntkupfer-Lagerstätte eröffnete.
1847 wurde Völkner als Nachfolger Valerian Bekmans Bergbauchef des 1795 von Charles Gascoigne gegründeten Lugansker Gießereiwerks im Oberst-Rang. Dort prospektierte er Eisenerz- und Steinkohle-Lagerstätten. Unter seiner Leitung wurden im zentralen Teil des Donbass Untersuchungen durchgeführt, die für die weitere Entwicklung der Industrie wichtig waren. 1851 wurde er zum Generalmajor befördert. 1852 wurde die um das Lugansker Werk entstandene Siedlung zum Hauptort des Lugansker Bergbau-Bezirks, dessen Bergbauchef Völkner wurde. Er unterstand direkt dem Bergbau-Kollegium in St. Petersburg und leitete nicht nur das Gießereiwerk und die zugehörigen Bergwerke, sondern auch die Ortschaften im Bezirk. 1853 ging er aus Gesundheitsgründen in den Ruhestand und bekam von Kaiser Nikolaus I. einen Wappenbrief verliehen.
1856 kehrte Völkner in den Staatsdienst zurück und wurde Mitglied des Rats und des Wissenschaftlichen Komitees des Bergbau-Ingenieurkorps. Am Ende dieses Jahres wurde er Hauptbergbauchef der Uraler Berg- und Hüttenwerke als Nachfolger Wladimir Glinkas. 1861 wurde er zum Generalleutnant befördert. 1862 und 1863 nahm er in St. Petersburg an der Arbeit der Kommission zur Revision der Bergbau-Ordnung teil. Dies führte zur Aufhebung der Leibeigenschaft der Menschen in den Uraler Bergbau-Siedlungen, die bisher als Leibeigene zur Arbeit in den Berg- und Hüttenwerken gezwungen waren. 1863 ging Völkner endgültig in den Ruhestand und ließ sich in Simferopol nieder. Sein Nachfolger als Uraler Hauptbergbauchef war Alexander Iossa.

## Familie
Völkner war der Sohn des adligen Bergbauingenieurs Johann Heinrich von Völkner (1776–1833) aus dem Gouvernement Simbirsk und Enkel des Übersetzers und Stammvaters der „Völkner-Bergbau-Dynastie“ Christian Friedrich von Völkner aus Halle. Völkner war mit Jelisaweta Alexandrowna Farawontowa (1812–1879) verheiratet. Ihr Sohn Leopold von Völkner (1829–1895) wurde Bergbauingenieur wie auch Völkners Bruder Michael von Völkner und Vetter Nikolai August Wilhelm von Völkner (1817–1878).

## Ehrungen
- Russischer Orden der Heiligen Anna III. Klasse (1838), II. Klasse (1846)
- Orden des Heiligen Wladimir IV. Klasse (1841)